# Криваве озеро
Криваве озеро — озеро, яке знаходиться на теренах округу Маррей, штат Міннесота, США.
Свою назву озеро отримало на честь пам'яті про повстання сіу (1862).